# Agujero estructural

En un grafo estrella el nodo central (verde) está conectado a todos los demás nodos periféricos (rojos) mediante puentes. Si el nodo central deja la red, entonces produce un agujero estructural que deja a todos los demás nodos aislados.

En análisis de redes sociales, un agujero estructural (en inglés «structural hole»), también conocido como hoyo estructural o hueco estructural, es el fenómeno que ocurre cuando un nodo perteneciente a una red que está conectado a múltiples puentes locales es retirado de esta. Cuando un nodo de estas características abandona la red, se produce un «espacio vacío» al que se le llama «agujero estructural».
En una red social, el éxito de un actor usualmente depende de su acceso a puentes locales. Los nodos que pueden formar agujeros estructurales pueden conectar información procedente de múltiples fuentes no interconectadas entre sí. Por lo tanto, su presencia es estructuralmente importante para la conectividad de la red.
Los intereses de estos nodos pueden no estar alineados con los de la red. Para esta última, la presencia de puentes puede ser beneficiosa para acelerar el flujo de información entre grupos diversos. Sin embargo, esto también implica un riesgo pues incrementa la posibilidad de que los nodos limítrofes queden aislados si es que se forman agujeros estructurales.